# Norra Åland
Norra Åland är det område som utgörs av kommunerna Finström, Geta, Saltvik, Sund och Vårdö på den norra delen av landskapet Ålands huvudö Fasta Åland. Vårdö kommun räknas emellertid ofta i andra sammanhang till Ålands skärgård, då kommunen saknar fast vägförbindelse till Fasta Åland.
Tillsammans har kommunerna i Norra Åland drygt 6 000 invånare. Var för sig har de från runt 450 invånare (Geta och Vårdö) upp till cirka 2 600 invånare (Finström). Kommunerna i regionen har omfattande mellankommunala samarbeten, i somliga fall gemensamma för alla fem kommunerna och i andra fall mellan två eller flera av dem.
Som exempel på mellankommunala samarbeten i regionen kan nämnas kommunalförbundet Norra Ålands Högstadiedistrikt (NÅHD), som organiserar skolväsendet och upprätthåller grundskola gemensamt för alla fem kommunerna. De respektive kommunerna har varsin skola för årskurs 1-6, och gemensam högstadieskola (åk 7-9) i Godby.
Även inom sociala sektorn, byggnadsinspektion och kommunaltekniska områdena, löneräkning med mera förekommer mellankommunala samarbeten i form av gemensamma kanslier och/eller nämnder inom regionen. Inför sommaren 2010 startade fyra av de fem kommunerna i Norra Åland en gemensam hemsida på internet för turistisk marknadsföring.
Ett par gånger per år ordnas för Norra Åland gemensamma presidiemöten, där de fem kommunerna företräds av ordförande och vice dito för kommunfullmäktige och -styrelse samt kommundirektörer från samarbetskommunerna. 
Norra Åland kan även benämnas "ursprungliga" eller "Egentliga Åland". Det var dessa markområden, med sina nu höga berg, som först reste sig ur havet och bildade den ö som kom att kallas Åland. Här på den nordligaste delen av den idag större sammanhängande ö som kallas "Fasta Åland", bosatte sig de första människorna och här hade makten sitt säte ända fram till modern tid.
Regionen Norra Åland utgör ett för Åland relativt höglänt och kuperat landskap med mycket skog, men området erbjuder också bitvis stora flacka jordbruks- och kulturlandskap. Det finns gott om historiska lämningar i regionen, från stenålders- och vikingatida boplatser via medeltida slottsruiner till fästningsruiner från den ryska tiden (1800-tal).
Som centralort för regionen fungerar samhället Godby i Finströms kommun, mitt på Fasta Åland, cirka 15 kilometer norr om huvudstaden Mariehamn. I Godby finns hotell och restauranger, vandrarhem, varuhus, butiker, postombud, bank, apotek, hälsocentral, ålderdomshem, polis, brandkår, bibliotek, skolor, daghem, industrier och kontor samt idrottscenter med simhall med mera. Godby utgör med sina cirka 1 300 invånare hela Ålands andra största samhälle, efter Mariehamn (ca 11.000 inv).